# Otto Lutz (Politiker)
Otto Lutz (* 2. Juli 1869 in Pölla, Niederösterreich; † 10. Oktober 1947 in Wien) war ein österreichischer Jurist und Richter, der kurzzeitig auch als Politiker (Großdeutsche Volkspartei) tätig war.

## Leben
Nachdem er die Volksschulen in Dunkelsteinerwald und Wölbling absolviert hatte, wechselte Otto Lutz ans Gymnasium nach Krems, an welchem er auch maturierte. Danach studierte er Rechtswissenschaften an der Universität Wien.
1894 trat Lutz in den Staatsdienst und fand noch im selben Jahr Anstellung beim Oberlandesgericht Wien. Hier stieg er bis 1912 zum Landesgerichtsrat beim Landesgericht für Zivilrecht auf. Auch war er Richter am Schiedsgericht für Sozialversicherungsfragen.
Sein erstes politisches Mandat bekleidete Lutz von 1919 bis 1920, als er als Abgeordneter in den Landtag von Niederösterreich einzog (siehe Gemeinsamer Landtag von Niederösterreich). Zudem saß er vom 20. Mai 1927 bis zum 27. August 1929 als Mitglied im Bundesrat (III. Gesetzgebungsperiode).
Lutz wurde am Gersthofer Friedhof in Wien bestattet.